# Radio y Televisión de Andalucía

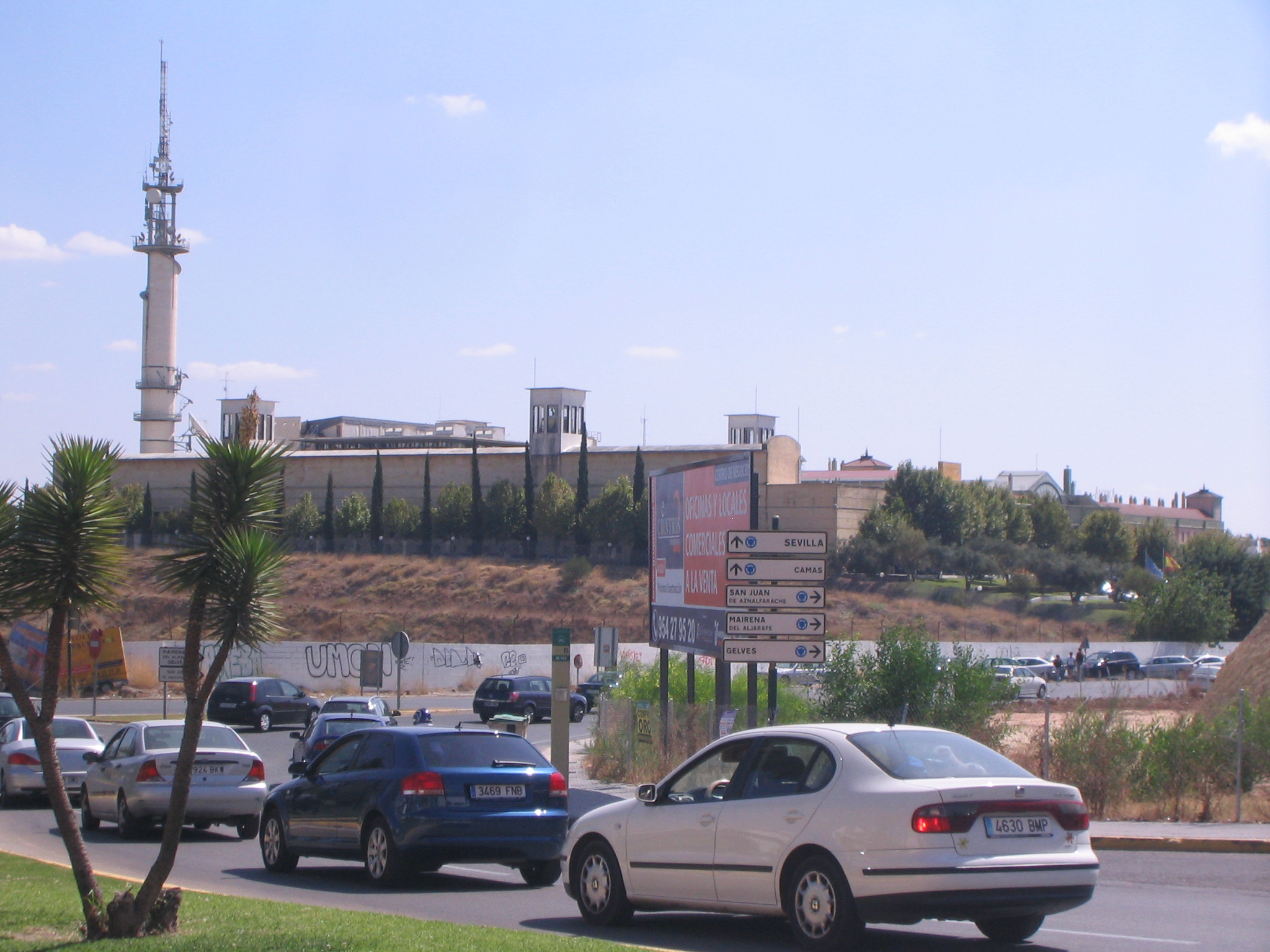
RTVA a San Juan de Aznalfarache nei pressi di Siviglia

La Radio y Televisión de Andalucía (Radio e Televisione di Andalusia, RTVA) è un ente radiotelevisivo pubblico spagnolo di carattere autonomo dell'Andalusia e membro della FORTA, la federazione spagnola delle emittenti radiotelevisive autonome.

## Storia
L'emittente prese vita nel 1988 con l'inaugurazione della rete Canal Sur Radio. Un anno dopo il 28 febbraio 1989 cominciarono le trasmissioni di Canal Sur Televisión in seguito il 5 giugno 1998, in occasione del decimo anniversario di fondazione Canal 2 Andalucía, il quale esattamente dieci anni dopo cambia il nome in Canal Sur 2.
Oltre a Canal Sur Radio vanta altre rete radiofoniche quali Radio Andalucía Información, dedicato alle notizie; Canal Flamenco Radio che trasmette solo musica flamenca e Canal Flamenco Radio orientata ad un pubblico giovane. Sul fronte televisivo dispone di un sistema televideo diffuso sui suoi tre canali video, le sopracitate Canal Sur Televisión e Canal Sur 2 oltre che Andalucía Televisión.

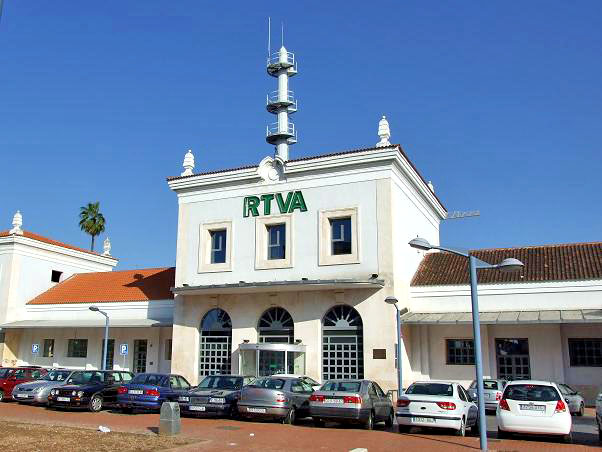
RTVA a Cordova